# Constantin Nistor (Politiker)
Constantin Nistor (* 9. Oktober 1915 in Drobeta Turnu Severin, Kreis Mehedinți; † 1985 in Iași, Kreis Iași) war ein rumänischer Politiker der Rumänischen Kommunistischen Partei PCR (Partidul Comunist Român) und Diplomat, der unter anderem zwischen 1953 und 1955 Botschafter in der Volksrepublik Polen war.

## Leben
Constantin Nistor besuchte vier Klassen der Grundschule und absolvierte eine Berufsausbildung als Dreher, in deren Verlauf er auch die Berufsschule der Staatlichen Eisenbahngesellschaft CFR (Căile Ferate Române) in Pașcani besuchte. 1952 wurde er für die damalige Rumänische Arbeiterpartei PMR (Partidul Muncitoresc Român) erstmals Mitglied der Großen Nationalversammlung (Marea Adunare Națională) und gehörte dieser bis 1969 an. Er war zudem bis zum 28. September 1953 Präsident des Komitees für kulturelle Siedlungen beim Ministerrat. Als Nachfolger von Vladimir Mazuru wurde er am 28. September 1953 außerordentlicher und bevollmächtigter Botschafter in der Volksrepublik Polen und verblieb auf diesem diplomatischen Posten in Warschau bis zum 11. März 1955, woraufhin Marin Florea Ionescu ihn ablöste.
Auf dem Achten Parteitag der PMR (20. bis 26. Juni 1960) wurde er Mitglied des ZK und gehörte diesem Gremium nach seiner Bestätigung auf dem Neunten Parteitag der PCR (19. bis 24. Juli 1965) bis zum Zehnten Parteitag der PCR (6. bis 12. August 1969) an. Nistor wurde 1965 Präsident des Exekutivkomitees des Volksrates der Region Iași und am 19. November 1966 ferner Mitglied des Büros des Parteikomitees der Region Iași sowie zuletzt bis zum 28. Dezember 1968 Erster Vizepräsident des Exekutivkomitees des Volksrates im Kreis Iași.

### Ehrungen und Auszeichnungen
Für seine langjährigen Verdienste wurde Constantin Nistor mehrfach ausgezeichnet und erhielt unter anderem 1965 den Stern der Sozialistischen Republik Rumänien Zweiter Klasse (Ordinul Steaua Republicii Socialiste România), den Orden der Arbeit Dritter Klasse (Ordinul Muncii) sowie den Orden 23. August Vierter Klasse.